# Marković (plemstvo)
Marković je hrvatska plemićka obitelj iz Bačke.

## Hrvatska
Markovići su zabilježeni u Somboru 1677. godine, dakle još prije Velikog bečkog rata (1683. – 1699.). Poslije oslobođenja Budima 1686.  na povijesnoj sceni se pojavljuje Dujo Marković kao jedan od predvodnika velike skupine bunjevačkih Hrvata u jesen 1687. On i Juro Vidaković su ponudili bavarskom izbornom knezu Maximilianu II. Emanuelu 1.500 svojih naoružanih sunarodnjaka u borbi protiv Turaka-Osmanlija u zamjenu za palanke (utvrđena mjesta): Suboticu, Segedin i Baju. 
Ubrzo po stupanju u službu Habsburškoj monarhiji Dujo Marković je stekao povjerenje austrijskih vojsnih vlasti, koje su mu povjerile zapovjedništvo nad svim bačkim militarima (krajišnicima).
Car Leopold I. izdao je 29. V. 1690. Duji Markoviću u znak priznanja za njegove ratne zasluge protiv Osmanlija plemićku diplomu. Međutim, budući da se Bačka županija od 1686. do 1711. stalno nalazila u kaotično ili ratnom stanju, plemstvo Duje Markovića je provjereno, proglašeno i potvrđeno tek na županijskoj skupštini održanoj 13. V. 1713. U međuvremenu je Dujo Marković poginuo u bitci kod Slankamena (19. kolovoza 1691.).
Nakon pada Beograda koncem 1690., Dujo Marković je sa svojim sinom Đurom Markovićem uspješno odbijao osmanlijske napade na Sombor. Jednom prilikom, kada je bio odsutan iz Sombora, Osmanlije su ušle u grad i izvršile pljačku. Dujo Marković je tada izgubio gotovo cjelokupno svoje bogatstvo, koje se sastojalo od nekoliko tisuća forinti i ruha.